# I sovversivi
I sovversivi is een Italiaanse dramafilm uit 1967 onder regie van Paolo en Vittorio Taviani.

## Verhaal
Met het overlijden van Palmiro Togliatti lijkt het oude communistische ideaal gestorven in Italië. Zijn dood zet de deur open voor gematigder en realistischer denkbeelden. De dood van Togliatti lijkt een invloed te hebben op zowel een vrouw die een affaire heeft, een Venezolaanse revolutionair die zijn rijke vriendin verlaat voor zijn idealen, als een filmregisseur die ontdekt dat hij zwaar ziek is.

## Rolverdeling
| Acteur                 | Personage           |
| ---------------------- | ------------------- |
| Maria Cumani Quasimodo | Moeder van Ludovico |
| Lucio Dalla            | Ermanno             |
| Ferruccio De Ceresa    | Giovanna            |
| Fabienne Fabre         | Francesca           |
| Lidija Jurakić         | Paola               |
| Barbara Pilavin        | Moeder van Ermanno  |
| Marija Tocinovski      | Giulia              |
| Raffaele Triggia       | Vader van Ermanno   |